# Джемма Артертон
Дже́мма Крісті́на А́ртертон (2 лютого 1986 , Грейвсенд, Англія ) — англійська акторка, найвідоміші ролі у фільмах «Квант милосердя» (2008), «Битва титанів» (2010), «Принц Персії: Піски часу» (2009), «Тамара і секс» (2010) та «Мисливці за відьмами» (2013).

## Життєпис
Народилася 2 лютого 1986 року в Грейвсенді, графство Кент, Велика Британія. Її мати Саллі-Енн була прибиральницею, а батько Баррі Артертон зварювальником. Молодша сестра Ханна Джейн Артертон. Артертон народилася зі шістьма пальцями на кожній руці, полідактилія була усунена хірургічним методом ще в дитинстві.
Навчалася в середній класичній школі Грейвсенда для дівчат у Пілам-Роуді й відвідувала курси сценічної майстерності.
У 16 років кинула школу і вступила до коледжу, але й там провчилася недовго, вступивши в Королівську академію драматичного мистецтва, отримала грант на навчання.
У 2007 році закінчила навчання в академії.

## Кар'єра

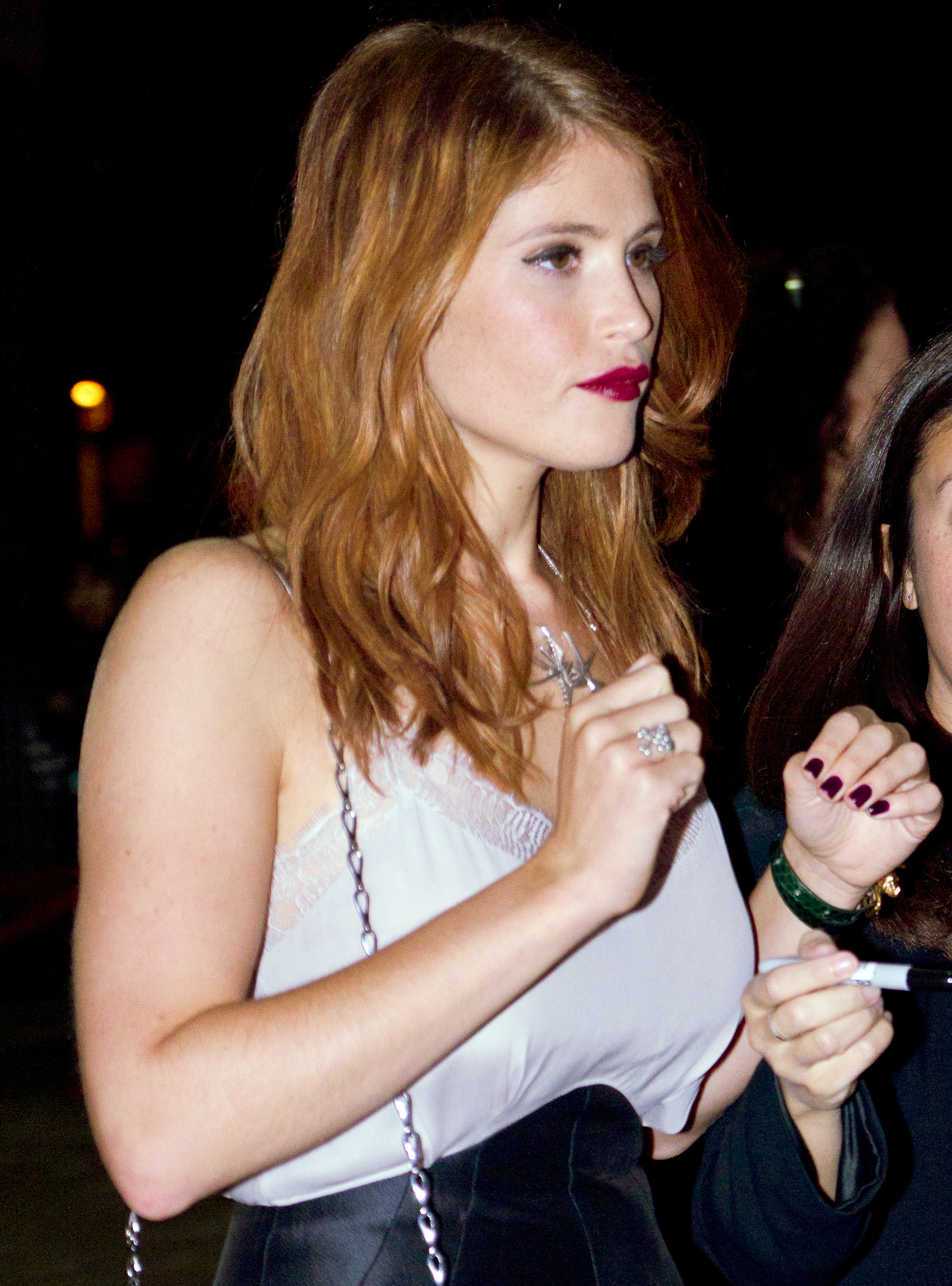
Джемма Артертон на Міжнародному кінофестивалі у Торонто, 9 вересня 2012 року

2007 року Артертон отримала свою першу роль у теледрамі Стівена Полякова «Завоювання Мері», коли навчалася у драматичній академії. Пізніше, у липні, відбувся її дебют на сцені, вона зіграла Розаліну в шекспірівській п'єсі «Безплідні зусилля кохання» у лондонському театрі «Глобус». У тому року стартувала і її кінокар'єра: у комедії Олівера Паркера і Барнабі Томпсона «Однокласниці» актриса отримала роль Келлі, яку також претендувала Сієнна Міллер. Потім була роль у комедії «Троє — на виліт».
Артертон знялася у фільмі «Квант милосердя», де зіграла дівчину Джеймса Бонда Строберрі Філдс. Після релізу фільму в жовтні 2008 року Джемма Артертон стала обличчям нового парфуму Bond Girl 007 від Avon.
Також актриса з'явилася в кримінальному фільмі режисера Гая Річі «Рок-н-рольщик» та комедії Річарда Кертіса про діджеїв британського піратського радіошоу 1960-х «Рок-хвиля». У 2010 році вона дебютувала на сцені театру у Вест-Енді у виставі The Little Dog Laughed за однойменною п'єсою Дугласа Картера Біна. У тому року стало відомо, що Артертон виступить у ролі Кетрін Ерншо у новій екранізації роману Емілі Бронте «Грозовий перевал», але згодом актриса залишила проєкт.
У 2014 році зіграла головну роль у Вест-ендівському мюзиклі «Made in Dagenham» у лондонському театрі Adelphi.
У лютому 2016 року Артертон відіграла головну роль у передачі Нелл Гвінн "Шекспірівському «Глобусу» в театрі «Аполло» у Вест-Енді. Артертон отримала високу оцінку критиків, а видання The Guardian відзначило її «природний блиск». За гру вона була номінована на премію Олів'є за кращу жіночу роль п'єсі. У липні 2016 року її було включено до складу головного журі конкурсу 73-го Венеціанського міжнародного кінофестивалю. Також цього року Артертон була номінована на премію BIFA за найкращу жіночу роль другого плану за роль вчительки Хелен Жюстіно у фільмі Нова ера Z.

## Особисте життя
Зустрічалася з дублером Денієла Крейга, з яким познайомилася на зйомках «Кванта милосердя». Після мала стосунки з Едуардо Муньосом, тренером з верхової їзди під час роботи над фільмом «Принц Персії: Піски часу», до грудня 2008 року.
5 червня 2010 року одружилася зі Стефано Кателлі, менеджером з продажу. Вони побралися потаємно в Суеросі (Андалусія, Іспанія).
З кінця серпня 2019 року Артертон одружена з актором Рорі Кінаном, з яким вона зустрічалася два роки до їхнього весілля.
4 листопада 2022 року Кінан і Артертон підтвердили, що чекають на первістка.

## Фільмографія

### Кінофільми
| Рік  | Українська назва                            | Оригінальна назва                             | Роль              |
| ---- | ------------------------------------------- | --------------------------------------------- | ----------------- |
| 2007 | Однокласниці                                | St Trinian's                                  | Келлі Джонс       |
| 2008 | Троє на виліт                               | Three and Out                                 | Френкі Кессіді    |
| 2008 | Рок-н-рольник                               | RocknRolla                                    | Джун              |
| 2008 | Квант милосердя                             | Quantum of Solace                             | Стробері Філдс    |
| 2009 | Рок-хвиля                                   | The Boat That Rocked                          | Дезіре            |
| 2009 | Однокласниці-2: легенда про золото Фріттона | St Trinian's II: The Legend of Fritton's Gold | Келлі Джонс       |
| 2009 | Зникнення Еліс Крід                         | The Disappearance of Alice Creed              | Еліс Крід         |
| 2010 | Битва титанів                               | Clash of the Titans                           | Іо                |
| 2010 | Принц Персії: Піски часу                    | Prince of Persia: The Sands of Time           | Принцеса Таміна   |
| 2010 | Тамара і секс                               | Tamara Drewe                                  | Тамара Дрю        |
| 2012 | Пісня для Маріон                            | Song for Marion                               | Елізабет          |
| 2012 | Візантія                                    | Byzantium                                     | Клара             |
| 2013 | Мисливці за відьмами                        | Hansel and Gretel: Witch Hunters              | Гретель           |
| 2013 | Сліпа удача                                 | Runner, Runner                                | Ребекка Шафран    |
| 2014 | Джемма Бовері                               | Gemma Bovery                                  | Джемма Бовері     |
| 2014 | Звуки                                       | The Voices                                    | Фіона             |
| 2016 | Нова ера Z                                  | The Girl with All the Gifts                   | Гелен Джастіно    |
| 2016 | Сирота                                      | Orpheline                                     | Тара              |
| 2018 | Віта та Вірджинія                           | Vita & Virginia                               | Віта Секвілл-Вест |
| 2019 | Загадкове вбивство                          | Murder Mystery                                | Грейс Баллард     |
| 2019 | Як створити дівчину                         | How to Build a Girl                           | Марія фон Трапп   |
| 2020 | Супер Пес і Турбо Кіт                       | StarDog and TurboCat                          | Кессіді (голос)   |
| 2020 | Саммерленд                                  | Summerland                                    | Еліс Ламб         |
| 2021 | Kingsman: Велика гра                        | Kingsman: The Great Game                      | Поллі             |
| 2022 | Дивовижний Моріс                            | Amazing Maurice                               | Персик (голос)    |
| 2022 | Фіктивний агент                             | Rogue Agent                                   | Еліс Арчер        |
| 2023 | Критик                                      | The Critic                                    | Ніна Ленд         |

### Телебачення
| Рік  | Українська назва           | Оригінальна назва         | Роль            | Примітка                                  |
| ---- | -------------------------- | ------------------------- | --------------- | ----------------------------------------- |
| 2007 | Завоювання Мері            | Capturing Mary            | Ліза            | телефільм                                 |
| 2008 | Загублена в Остіні         | Lost in Austen            | Елізабет Беннет | 2 епізоди                                 |
| 2008 | Тесс із роду д'Ербервіллів | Tess of the d'Urbervilles | Тесс Дарбейфілд | 4 епізоди                                 |
| 2014 | У дев'ятому номері         | Capturing Mary            | Джеррі          | Епізод: «Tom & Gerri»                     |
| 2018 | Мешканці пагорбів          | Watership Down            | Кловер (голос)  | 4 епізоди                                 |
| 2018 | Міські легенди             | Urban Myths               | Мерилін Монро   | Епізод: «Marilyn Monroe and Billy Wilder» |
| 2020 | У дев'ятому номері         | Black Narcissus           | Сестра Клода    | 3 епізоди                                 |